# Piedimonte Matese
Piedimonte Matese – miejscowość i gmina we Włoszech, w regionie Kampania, w prowincji Caserta.
Według danych na rok 2004 gminę zamieszkiwało 11 458 osób, 279,5 os./km².